# Тюриков, Сергей Петрович
Сергей Петрович Тюриков (12 сентября 1910, Ржев — 24 декабря 1972, Львов) — штурман 4-го гвардейского Новгородского ближнебомбардировочного авиационного полка 188-й бомбардировочной авиационной дивизии 15-й воздушной армии 2-го Прибалтийского фронта, гвардии майор. Герой Советского Союза (1945).

## Биография
Родился 12 сентября 1910 года в городе Ржев Тверской губернии. Член ВКП(б) с 1938 года. Окончил шесть классов неполной средней школы. Работал на Ржевской льнопрядильной фабрике.
В 1931 году призван в ряды Красной Армии. В 1938 году окончил Харьковскую военно-авиационную школу. Участник освободительного похода советских войск в Западную Украину и Западную Белоруссию в 1939 году. Принимал участие в советско-финской войне 1939—1940 годов.
Участник Великой Отечественной войны с июня 1941 года. Воевал на Северо-Западном, Волховском, Ленинградском и 2-м Прибалтийском фронтах.
С начала войны и по декабрь 1944 года его экипаж разрушил и уничтожил 44 танка, 47 орудий, 117 автомашин, 85 железнодорожных вагонов, 18 самолётов на аэродромах, железнодорожный мост и многое другое. Особенно успешно действовал в Прибалтике, в боях за Ригу. К февралю 1945 года совершил 179 боевых вылетов на бомбардировку железнодорожных станций, опорных пунктов, войск противника. В двадцати воздушных боях сбил два и в групповом бою один самолёт противника.
Указом Президиума Верховного Совета СССР от 18 августа 1945 года за образцовое выполнение боевых заданий командования по уничтожению живой силы и техники противника и проявленные при этом мужество и героизм гвардии майору Сергею Петровичу Тюрикову присвоено звание Героя Советского Союза с вручением ордена Ленина и медали «Золотая Звезда».
В 1947 году окончил высшую офицерскую школу штурманов Военно-воздушных сил. С 1958 года в запасе в звании подполковника. Жил в городе Львов.
Скончался 24 сентября 1972 года. Похоронен в городе Львов на Лычаковском кладбище.

## Награды и звания
- Звание Герой Советского Союза (Указ Президиума Верховного Совета СССР от 18 августа 1945 года):
  - орден Ленина,
  - медаль «Золотая Звезда» № 8657;
- орден Ленина;
- орден Красного Знамени (Указ Президиума Верховного Совета СССР от 7 апреля 1940 года);
- орден Красного Знамени (приказ Военного совета Волховского фронта № 02/н от 3 февраля 1942 года);
- орден Красного Знамени (приказ Военного совета 14-й воздушной армии № 03/н от 8 февраля 1943 года);
- орден Красного Знамени;
- орден Отечественной войны II степени (приказ Военного совета 14-й воздушной армии № 034/н от 16 февраля 1943 года);
- орден Красной Звезды;
- медаль «За боевые заслуги» (Указ Президиума Верховного Совета СССР от 3 ноября 1944 года);
- медаль «За оборону Ленинграда» (Указ Президиума Верховного Совета СССР от 22 декабря 1942 года);
- медаль «За победу над Германией в Великой Отечественной войне 1941—1945 гг.» (Указ Президиума Верховного Совета СССР от 9 мая 1945 года);
- другие медали СССР.